# العدو الغامض (رواية)
العدو الغامض، بالإنجليزية The Secret Adversary رواية تحقيق من تأليف أغاثا كريستي، نشرت لأول مرة في المملكة المتحدة من طرف دار النشر «رئيس بدلي» في يناير/كانون الأول 1922، وفي الولايات المتحدة الأمريكية من طرف «شركة دود وميد» لاحقا في نفس العام، وهي ثاني رواية تقوم أغاثا كريستي بنشرها وأول ظهور لشخصيتي تومي وتوبنس اللذان سيظهران لاحقا في ثلاث روايات أخرى ومجموعة قصص قصيرة لنفس الكاتبة.

## ملخص الرواية
خلال الحرب العالمية الأولى وبالضبط في عام 1915، تتلقى جين فين، إحدى راكبات سفينة لوسيتانيا، وثائق جد سرية لتقوم بتسليمها للسفارة الأمريكية في لندن. تغرق السفينة ويتبين أن جين كانت أحد الناجين، لكن السفارة لم تتلق أي وثائق ولم تجد أثرا لهذه المرأة. في نفس الوقت، يوكل السيد كارتر أحد مسؤولي المخابرات البريطانية، مهمة إيجاد جين فين والوثائق السرية، إلى كل من كواتسو كويلي وتوماس برسفورد، متطوعان سابقان في الحرب ومهتمان بإجراء التحريات السرية، لكن خلال مباشرتهما لمهمتها يكتشفان أن هناك «عدوا غامضا» يدعى بالسيد براون يحاول إيجاد جين فين قبلهما وتبقى دوافعه لفعل ذلك هي الأخرى غير معروفة.

## الشخصيات
- توماس برسفورد: تومي، شاب إنجليزي أصهب في أوائل العشرينات، قاتل في الحرب العظمى، وأصيب فيها مرتين، ويُعتبر بطيئًا، لكنه ثابت وواضح في تفكيره، ويُظهر أفضل ما لديه في المواقف الصعبة.
- برودنس إل. كاولي: توبينس، امرأة شابة ذات شعر أسود متمايل في أوائل العشرينات، وهي واحدة من عدة أبناء لرئيس شمامسة محافظ خدم في (في إيه دي) خلال الحرب العظمى. تُعتبر امرأةً عصريةً وأنيقةً وسريعةً وتعتمد على حدسها، وتعمل بسرعة على تنفيذ أفكارها.
- يوليوس بّي. هيرشايمر: مليونير أمريكي في بداية الثلاثينات، يبحث عن قريبته من الدرجة الأولى جين فين، وهي فتاة لم يلتق بها قط، في أمريكا بسبب شجار عائلي. سريع التفكير، وسريع التصرف، ويحمل مسدسًا نتيجة كونه أمريكيًا ويعرف كيفية استخدامه.
- السيد كارتر: إنكليزي حذق في جهاز المخابرات ذو صلات بأعلى القوى السياسية، ولا يُعرف إلا بهذا الاسم المستعار. يبحث عن المعاهدة والفتاة التي ربما تكون قد حملتها معها من السفينة.
- جين فين: امرأة أمريكية، غادرت الولايات المتحدة بعمر 18 عامًا، وتتحدث اللغة الفرنسية بشكل جيد، وتسعى للعمل في مستشفى حربي أثناء الحرب العظمى. أبحرت على متن لوسيتانيا، ونجت بعد غرقها حاملةً معها وثيقة من رجل يدعى دانفرز.
- مارغريت فانديمير: ريتا، امرأة جميلة تتبع دانفرز على متن لوسيتانيا. تتضامن مع المتآمرين وتكتشف على نحو فريد هوية «السيد براون» الحقيقية. تمتاز بشخصيتها القوية وتلتقي بالسير جيمس. ماتت مسمومةً.
- ألبرت: يعمل حمّالًا في المبنى الذي تعيش فيه ريتا فانديمير، يصبح مساعدًا لتوبينس، ثم مساعدًا لتومي.
- السيد ويتنغتون: أحد المتآمرين الذين التقوا لأول مرة مع تومي وتوبنس أثناء التخطيط لمشروعهم المشترك على الغداء في أحد المطاعم. نطق باسم جين فين في الشارع عندما مر به تومي.
- بوريس إيفانوفيتش، الكونت ستيبانوف: عضو في المؤامرة، ويبقى على اتصال مع ويتنغتون وريتا.
- السيد كرامينن: بلشفي روسي يخدم في لندن، وهو أحد المتآمرين، يُدعى بالرقم واحد. يختاره يوليوس ليقوده للفتيات.
- الطبيب هول: يدير دار رعاية للمسنين في بورنموث حيث يرعى لعدة سنوات مريضةً مصابةً بفقدان الذاكرة بصفتها ابنة أخت ريتا فلاديمير، تُدعى جانيت.
- السير جيمس بيل إدغيرتون: نائب برلماني ومحامي دفاع بارز في لندن، يُعرف بقدرته على تحديد هوية المجرم بصورة غريزية ويمتاز بأساليبه الملتوية. يُعد معروفًا من الناحيتين الاجتماعية والسياسية، ويُنظر إليه كرئيس وزراء محتمل في المستقبل. يحترم السيد كارتر ذكائه منذ سنوات. ويلتقي بريتا.
- السيد براون: زعيم المتآمرين الغامض، الذي يظهر في كثير من الأحوال كرجل اسمه براون، ولكن كشخصية ثانوية حتى لا يتذكر الآخرون ظهوره. يعدّ مسؤولًا عن جميع قرارات المتآمرين، ماكرًا بمعلوماته، وحشيًا أو مميتًا مع أعدائه، هو العقل الإجرامي المدبر في عصره.

## معلومات إضافية حول الرواية
- فكرة كتابة الرواية جاءت لأغاثا كريستي في مقهى عند سماعها لمحادثة بين امرأتين حول سيدة اسمها «جين فيش»، الاسم الذي وجدته الكاتبة مسليا.[4]
- عنوان الرواية الأصلي كان «المؤسسة السعيدة» ثم غير إلى «الشابين المغامرين»، ليأخذ فيما بعد اسمه النهائي «العدو الغامض».
- تعد هذه الرواية، إلى جانب رواية «نوازل القدر»،[5] الوحيدتين اللتين قامت أغاثا كريستي بإهدائهما إلى القراء بشكل مباشر، حيث جاء في إهداء الرواية:«لكل الذين يعيشون حياة رتبة على أمل أن يصلوا لحياة أخرى مليئة بالأفراح وأخطار المغامرة».

## الاقتباس
تم اقتباس مجموعة من الأعمال من الرواية وهي:
- فيلم ألماني صامت عام 1929، وتم تغيير اسمي الشخصيتين تومي وتوبنس إلى بيير لافييت ولوسيان فيريوني.
- فيلم تلفزيوني بريطاني عام 1983 تحت عنوان السيد براون.
- رواية مصورة عام 2008 من طرف دار النشر «هاربر كولينز».
- مسرحية عام 2015 من تأليف سارة بونشون وجوهان هاري، ومن تأدية سبعة ممثلين، وعرضت لأول مرة في مسرح واتر ميل.
- كما أعلنت BBC عن مسلسل آخر في طور الإنجاز، يعرض في 2015 في الذكرى 125 لميلاد أغاثا كريستي.[6]

## عناوين الترجمات العالمية
أغلب عناوين الترجمات العالمية إما حافظت على العنوان الأصلي (مثل الترجمة العربية والهولندية والنرويجية...)، أو تم تضمين اسم «السيد براون» في العنوان (مثل الترجمة الفرنسية والإسبانية والألمانية...).
قام الاديب الراحل عمر عبد العزيز أمين بترجمة الرواية تحت عنوان «القاتل والمقتول» ونشرت من دار ميوزيك للطبع والنشر. وتحمل الرواية الرقم (69) ضمن السلسلة.

## روابط خارجية
الروابط كلها باللغة الإنجليزية
- موقع لتحميل الرواية مجانا.
- معلومات حول الرواية في الموقع الرسمي لأغاثا كريستي.
- معلومات حول الفيلم الألماني المقتبس من الرواية.
- معلومات حول الفيلم التلفزيوني البريطاني المقتبس من الرواية.
- معلومات حول الترجمة العربية لدار النجمة على موقع goodreads.